# Leo Laporte
Léo Gordon Laporte, född 29 november 1956 på Manhattan i New York) är en amerikansk Emmy Award-belönad teknikintresserad programledare, författare och entreprenör. Han är bosatt i Providence, Rhode Island i Petaluma, Kalifornien och har med sin fru Jennifer två barn Henry och Abby.

## Bakgrund
Laporte studerade kinesisk historia på Yale University innan han hoppade av för att driva sin karriär inom radio, där hans tidigare smeknamn var Dave Allen och Dan Hayes. Han påbörjade sitt samarbete med datorer när hans köpte sin första hemdator, en Atari 400.  Laporte har sagt att han införskaffade sin första Macintosh år 1984. Från 1985 till 1988 skötte han MacQueue, som är en av de första elektroniska anslagstavlorna för Macintosh.

## TV och radio
Laporte har arbetat på teknik-relaterade projekt, inklusive Dvorak On Computers under january 1991 (som programvärd tillsammans med datorexperten John C. Dvorak) och Laporte On Computers på KGO Radio och KSFO i San Francisco.  Laporte har även varit programledare för Internet! på PBS och The Personal Computing Show på CNBC. 1997 belönades han med en Emmy Award-staty för sitt arbete på MSNBC:s The Site där han skapade den animerade figuren Dev Null.
1998 skapade han och ledde The Screen Savers och originalversionen av Call for Help på kabel och Satellit-TV-kanalen ZDTV (senare TechTV). Laporte lämnade The Screen Savers år 2004 och senare kanalen helt efter en tvist med Vulcan Ventures över ett aktieägarskap och nedläggningen av Call for Help. Hans kontrakt upphörde den 31 mars, och frånvaron från The Screen Savers uppfattades först som ett aprilskämt.
Laporte har även spelat morbror Charlie i filmen Phoenix Rising.
Laporte var värd för det dagliga TV-programmet The Lab with Leo Laporte som spelades in i Vancouver, Kanada.  Programmet var tidigt känt som Call for Help när det spelades in i USA och Toronto. Serien visades på G4techTV Canada, HOW TO Channel i Australien, på ett flertal av Kanadas Citytv-dotterbolag och på Google Video.  Den 5 mars 2008 bekräftade Laporte på net@nite att The Lab with Leo Laporte hade lagts ner av Rogers Communications. HOW TO Channel vägrade sända de återstående avsnitten efter att det hade meddelats att programmet hade lagts ner.
Numera är han värd för teknik-orienterade pratradion Leo Laporte: The Tech Guy som sänds helgvis. Radioprogrammet som startades på KFI AM 640 i Los Angeles distribueras genom Premiere Radio Networks och på XM Satellite Radio. Laporte syns ibland på Showbiz Tonight, Live with Regis and Kelly, World News Now och kort med Bill Handel på fredagmorgnar KFI. Han har även gästat i ett flertal radioprogram som teknikexpert på lokala marknadsplatser runt om i USA och Kanada.

## Böcker
Laporte har skrivit ett antal teknikrelaterade böcker, bland andra, 101 Computer Answers You Need to Know, Leo Laporte's 2005 Gadget Guide, Leo Laporte's Guide to TiVo, Leo Laporte's Guide to Mac OS X Tiger och Leo Laporte's PC Help Desk. Laporte har även publicerat en årlig serie av almanackor med teknikinnehåll: Leo Laporte's Technology Almanac och Poor Leo's Computer Almanac. Laportes senaste och sista bok heter Leo Laporte's 2006 Technology Almanac.
Han har genom sin karriär bidragit med innehåll till olika tidskrifter, såsom BYTE, InfoWorld och MacUser. I oktober 2006 meddelade Laporte att han inte kommer att förnya sitt kontrakt med Que Publishing och att han har pensionerat sig från att publicera sin långa radie av böcker. Han sade att det är ett tufft jobb att skriva böcker och att han hellre lägger ner sin energi i någonting han älskar att göra, prata.
Under 2008 gjorde Laporte rösten till fabeln i The True History of Little Golden-hood av Andrew Lang som var tillgänglig på Audible.

## Poddradio

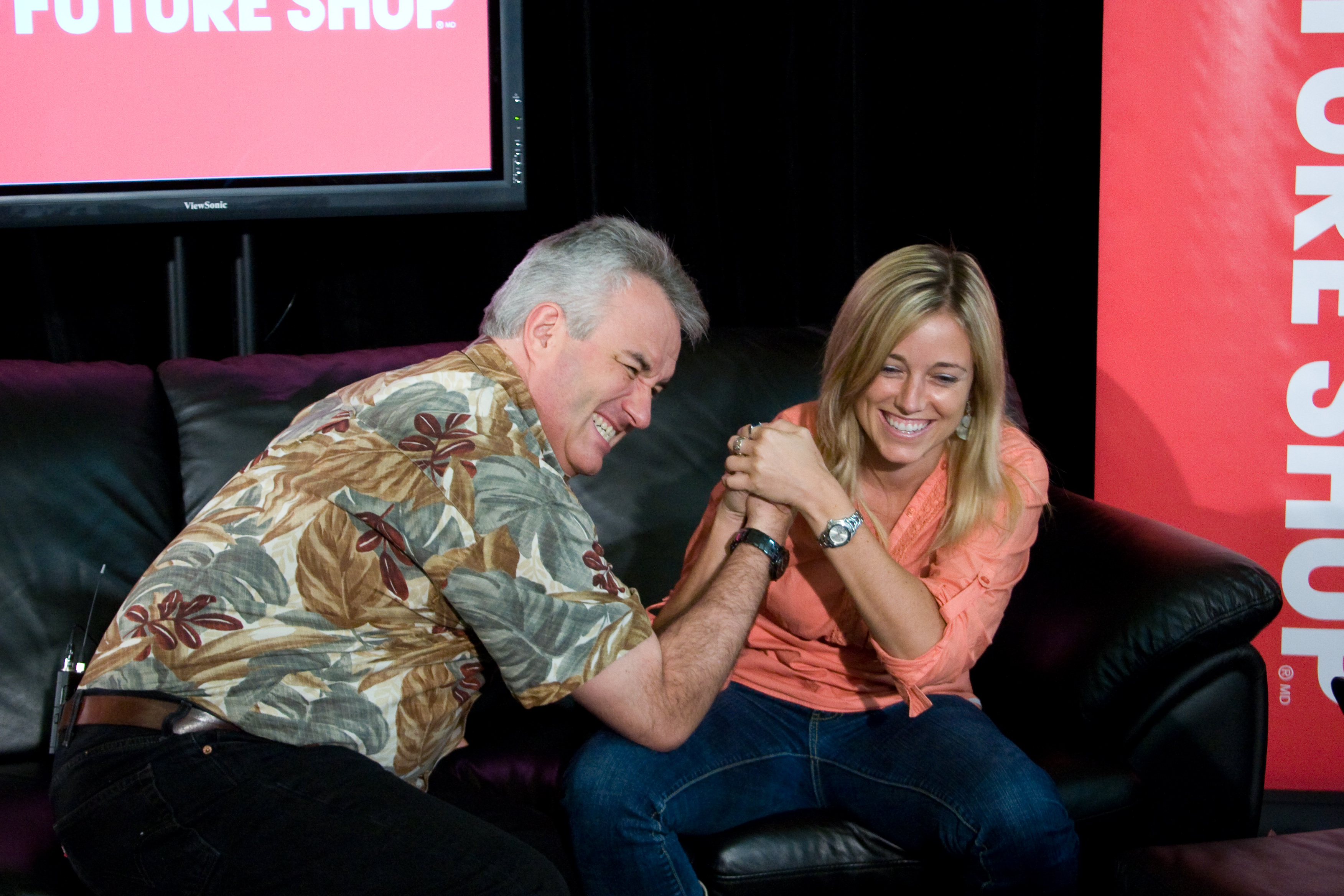
Leo Laporte och Amber MacArthur.

Laporte äger ett netcast-nätverk vid namn TWiT.tv. Den är tillgänglig i Itunes och andra prenumerationstjänster. Laporte sa innan utvidgningen till den nya byggnaden som skedde under 2011, att TWiT tjänade 1,5 miljoner dollar med en produktionskostnad av endast 350 000 dollar.
Laporte kallar sina ljud- och videoprogram "netcasts" av den anledningen att han inte gillar ordet podcast. Det skapar förvirring och folk har sagt att de inte kan lyssna på hans program för att de 'inte äger en Ipod'. Därför föreslår han ordet 'netcast.' Enligt honom själv tydliggör detta att dessa är sändningar över Internet samtidigt som det är slående och lite utan en ordvits.
11 juli 2008 ägde ett speciellt program rum som endast handlade om Iphone 3G. Det nådde sammanlagt 271 733 tittare med 10 000 som allra mest.
De flesta sändningarna når över 5 000 samtidiga tittare.